# Velika župa Cetina
Velika župa Cetina bila je jedna od 22 velike župe na prostoru NDH. Sjedište joj je bilo u Omišu i poslije u Splitu. Djelovala je od 25. lipnja 1941. do 26. listopada 1944. godine.
Građansku upravu u župi vodio je veliki župan kao pouzdanik vlade imenovan od strane poglavnika. Obuhvaćala je područje kotarskih oblasti:
- Hvar
- Imotski
- Makarsku
- Sinj
- Split
- Supetar
- Omiš (od 1. kolovoza 1941.), u čije je područje uključeno područje kotarske oblasti Split
- Vrgorac (od 15. kolovoza 1942.)

Padom Italije dolazi do upravnog preustroja. Izmijenjene su granice kotara, pripojeni i osnovani novi kotari te premješteno sjedište velike župe. Ukinut je kotar Omiš 3. studenoga 1943. (ponovo uspostavljen 1944.), čije je područje pripojeno kotaru Splitu, gdje je nešto prije, 11. listopada 1943. premješteno sjedište velike župe. Istog je dana osnovana i kotarska ispostava Vis.
5. srpnja 1944. opet su preustrojene velike župe, a u velikoj župi Cetini to je značilo imenovanje nove kotarske oblasti, Brača, umjesto dotadašnjeg Supetra.
Od 20. svibnja 1944. na snazi je u ovoj velikoj župi bilo iznimno stanje, pa je civilnu upravu preuzela vojna. Građansku upravu preuzeo je zapovjednik obalnog odsjeka Neretva, a od 28. ožujka 1945. bio je imenovan poseban glavar građanske uprave.